# Ласпунья
Ласпунья (ісп. Laspuña) — муніципалітет в Іспанії, у складі автономної спільноти Арагон, у провінції Уеска. Населення — 294 особи (2009).
Муніципалітет розташований на відстані близько 400 км на північний схід від Мадрида, 60 км на північний схід від Уески.
На території муніципалітету розташовані такі населені пункти: (дані про населення за 2009 рік)
- Ель-Касаль: 7 осіб
- Сереса: 35 осіб
- Ласпунья: 247 осіб

## Демографія
Динаміка населення (INE ):